# Sigismundo Arquer
Sigismundo Arquer, en italiano: Sigismondo, (Cagliari, Cerdeña, 1530 - Toledo 1571) fue un humanista y teólogo sardo. Pertenecía a una familia de infanzones aragoneses del estamento militar, vinculado a la alta burocracia. Estudió derecho en la Universidad de Pisa y en 1547 teología en Siena.
Colaboró en la Cosmographia de Sebastian Münster con la breve monografía Sardiniae brevis historia et descriptio (1550) interesante por las referencias a la situación del bilingüismo catalán-sardo en Cerdeña y por los atrevidos ataques contra la actuación de la Inquisición. En 1554 fue nombrado abogado fiscal, pero su lucha contra los privilegios de la nobleza feudal provocó su encarcelamiento en 1556. El 1557 fue liberado y se quedó en la corte. Era amigo de Gaspar de Centelles, con quien mantuvo correspondencia, y cuando este fue juzgado por la inquisición en 1563, fue nuevamente arrestado y acusado de luteranismo y de rechazar la transubstanciación. Después de un largo proceso interrumpido por dos evasiones de las prisiones inquisitoriales, murió quemado a la hoguera.

## Obras
Sigismondo Arquer, Sardiniae brevis historia et descriptio, Cagliari, CUEC, 2007, ed. or. 1550 en Sebastian Münster, Cosmographia universalis.